# Эр (посёлок в Германии)
Эр (нем. Ehr) — община в Германии, в земле Рейнланд-Пфальц.
Входит в состав района Рейн-Лан. Подчиняется управлению Настеттен. Население составляет 84 человека (на 31 декабря 2010 года). Занимает площадь 1,22 км².